# DIVISION
『DIVISION』（ディヴィジョン）は、the GazettE6枚目のオリジナルアルバム。2012年8月29日にSony Music Recordsから発売された。

## 概要
前作からおよそ11か月ぶりにリリースされた、スタジオアルバムとしては通算12作目となるアルバム。シングルからの収録がなく、これは『蛾蟇』以来6年ぶりでありフルアルバムとしては初めてのこと。
CD2枚とDVD1枚からなる初回限定盤とCD1枚のみの通常盤の2形態でリリースされる。初回限定盤は各ディスクに名称がついており、CD2枚に合計14曲が収録される。通常盤には初回限定盤とは異なった曲順で12曲が収録される。「歪」、「DERANGEMENT」の2曲のPVプレヴューがオフィシャルサイト上で公開されている。
10月からはホールツアー「LIVE TOUR12 -DIVISION- GROAN OF DIPLOSOMIA 01」が行われた。10月8日のよこすか芸術劇場から11月29日のNHKホールまで、24公演が実施された。

## 収録曲

### 初回限定盤

#### Disc 1 [CD]:FRAGMENT [VEIN]
1. [Depth]
RUKI原曲。SE
2. 歪
RUKI原曲。
3. 籠の蛹
戒原曲。遊郭について描かれている。
4. ヘドロ
麗原曲。ステルスマーケティングについて歌っている。
5. 影踏み
麗原曲。
6. 余韻
葵原曲。
7. [Diplosomia]
RUKI原曲。

#### Disc 2 [DVD]:BINDING SITE
1. 歪
2. [Diplosomia]
3. DERANGEMENT

#### Disc 3 [CD]:FRAGMENT [ARTERY]
1. [XI]
RUKI原曲。
2. DERANGEMENT
RUKI原曲。
3. REQUIRED MALFUNCTION
RUKI原曲。
4. DRIPPING INSANITY
RUKI原曲。『NIL』収録のBath Roomの続編となっている。
5. ATTITUDE
RUKI原曲。
6. GABRIEL ON THE GALLOWS
麗原曲。
7. [Melt]
麗原曲。

### 通常盤
1. [XI]
2. GABRIEL ON THE GALLOWS
3. DERANGEMENT
4. DRIPPING INSANITY
5. 余韻
6. 歪
7. 影踏み
8. 籠の蛹
9. ヘドロ
10. ATTITUDE
11. REQUIRED MALFUCTION
12. [Melt]

## 品番
- 初回限定盤：SRCL-8054/5/6　￥6,666-
- 通常盤：SRCL-8057 ￥3,059-